# Páshkovski
Páshkovski (del ruso: Па́шковский) es un mikroraión del distrito de Karasún de la unidad municipal de la ciudad de Krasnodar, en el krai de Krasnodar de Rusia. Se sitúa en el sudeste de la ciudad de Krasnodar y es conocido en la zona como Páshkovka. Tenía una población de 43.077 habitantes en 2002
Es centro del municipio rural Páshkovski al que pertenecen los posiólok Zelenopolski, Známenski, Loris, Otdeleniya N 4 sovjoza Pashkovski y Prígorodni y el jútor Lénina.

## Historia

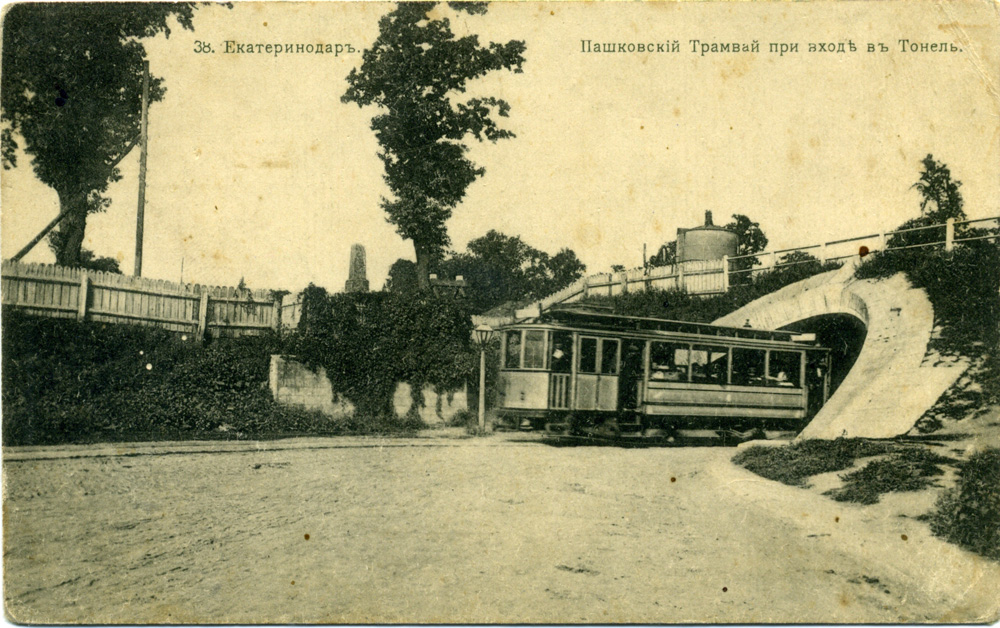
Tranvía de Páshkovskaya, 1912-14.

El kuren (asentamiento cosaco) Páshkovskoye fue fundado por los cosacos del Mar Negro en 1794 como uno de los 40 iniciales otorgados por Catalina la Grande y para 1821 se contaban ya con 165 casas. En 1842 recibió el estatus de stanitsa Páshkovskaya.
En 1908 se inició la construcción de una línea de tranvía desde Ekaterinodar.
Entre 1936 y 1940 pasó a formar parte de la ciudad de Krasnodar y entre 1940 y 1953 fue centro del raión de Páshkovskaya. Desde 1954 pasó a formar parte de los distritos Stalinski (desde 1961, Oktiabrski) de la ciudad de Krasnodar y en 1973, pasó al distrito Sovetski. En 1958 el estatus de la stanitsa se había modificado por el de asentamiento obrero Páshkovski.
Desde 2003 es centro del municipio rural Páshkovksi, a la vez que pertenece como mikroraión al distrito de Karasún.

## Transporte
El distrito cuenta con el servicio de los tranvías y trolebuses de la ciudad. Al norte de la localidad se encuentra el Aeropuerto Internacional de Krasnodar (Aeropuerto de Páshkovski).

## Curiosidades

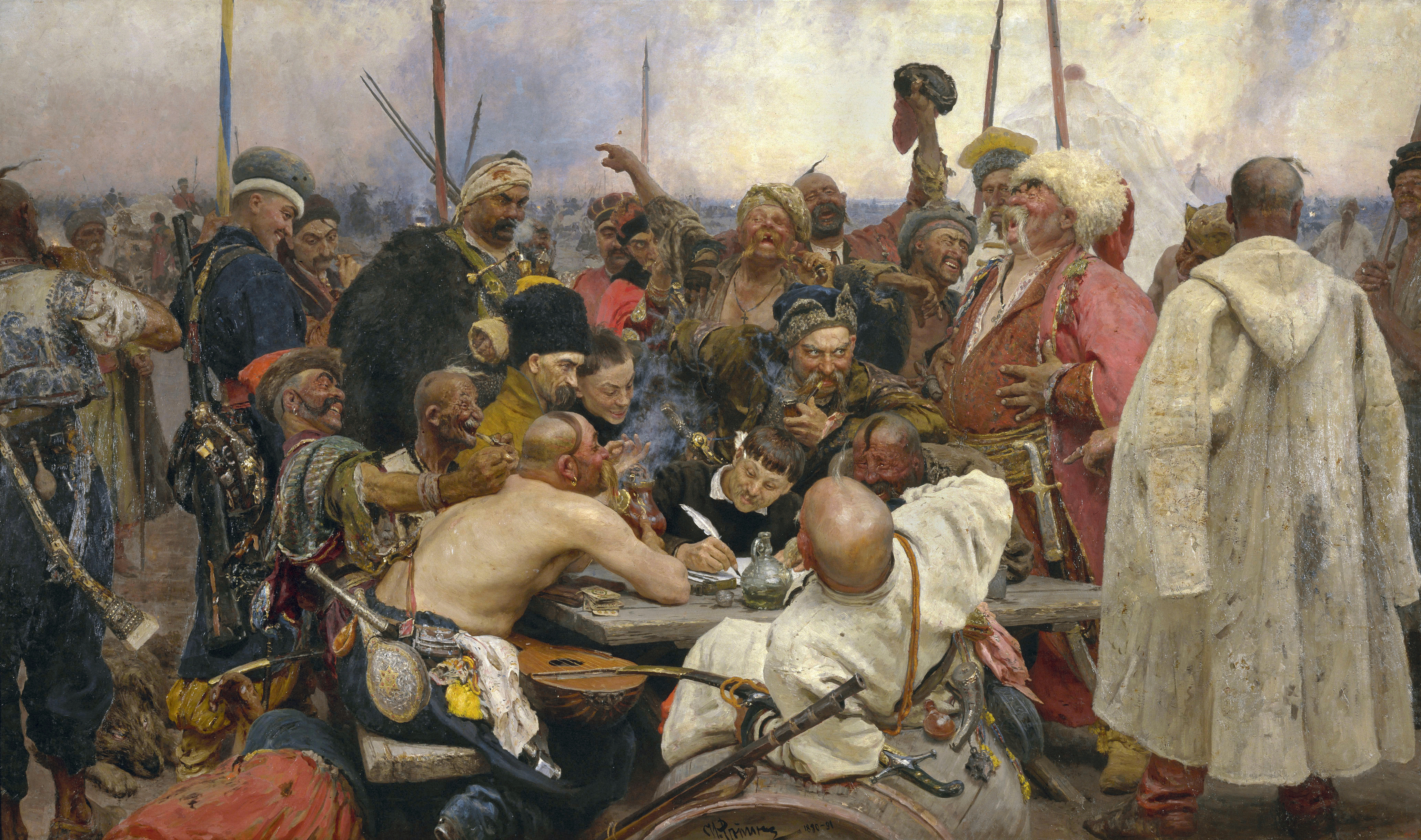
Iliá Repin, Cosacos zapórogos escribiendo una carta al Sultán, 1880-91.

- Iliá Repin trabajó en Páshkovskaya en la obra Cosacos zapórogos escribiendo una carta al Sultán.
- En 1965 se erigió un obelisco funerario como tumba de las pilotos soviéticos del 46.º Regimiento Aéreo de la Guardia "Tamán", condecorado con la Orden de la Bandera Roja: Yevdokia Nosal (Heroína de la Unión Soviética), Polina Makogón, Lídiya Svistutinova, Yúliya Pashkova. En la tumba también estaban los restos de Nikolái Gúrov y Semión Mareyev, del 146 Regimiento Aéreo de Reconocimiento de Kerch, condecorado con la Orden de la Bandera Roja.[5]

## Personalidades
- Yákov Kóbzar (1918-1943), oficial soviético, Héroe de la Unión Soviética.
- Dmitri Miroshnichenko (1921-2002, piloto soviético, Héroe de la Unión Soviética.
- Guennadi Pádalka, (n.1958), cosmonauta, Héroe de la Federación Rusa.
- Serguéi Tópol, (n.1961), fundador de la Iglesia del Último Precepto.
- Andréi Shkuró, 1886-1947, oficial cosaco ruso y nazi.